# Breite Straße (Anklam)

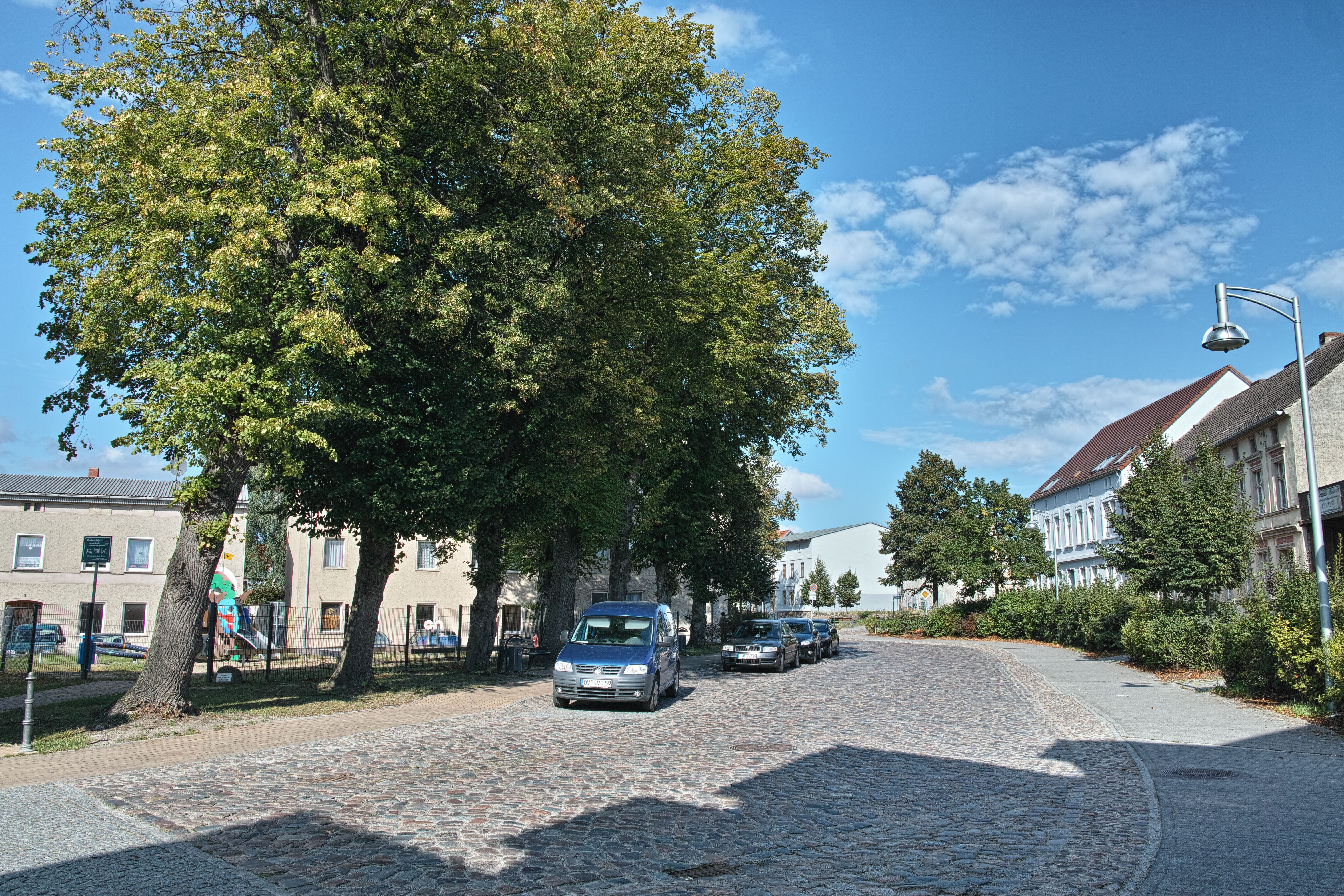
Straße mit Baumbestand

Die Breite Straße in Anklam (Mecklenburg-Vorpommern) ist eine historische Straße, die in Ost- und dann in Nordrichtung vom Kurzen Steig und der Friedländer Straße bis zur Pasewalker Straße führt.

## Geschichte

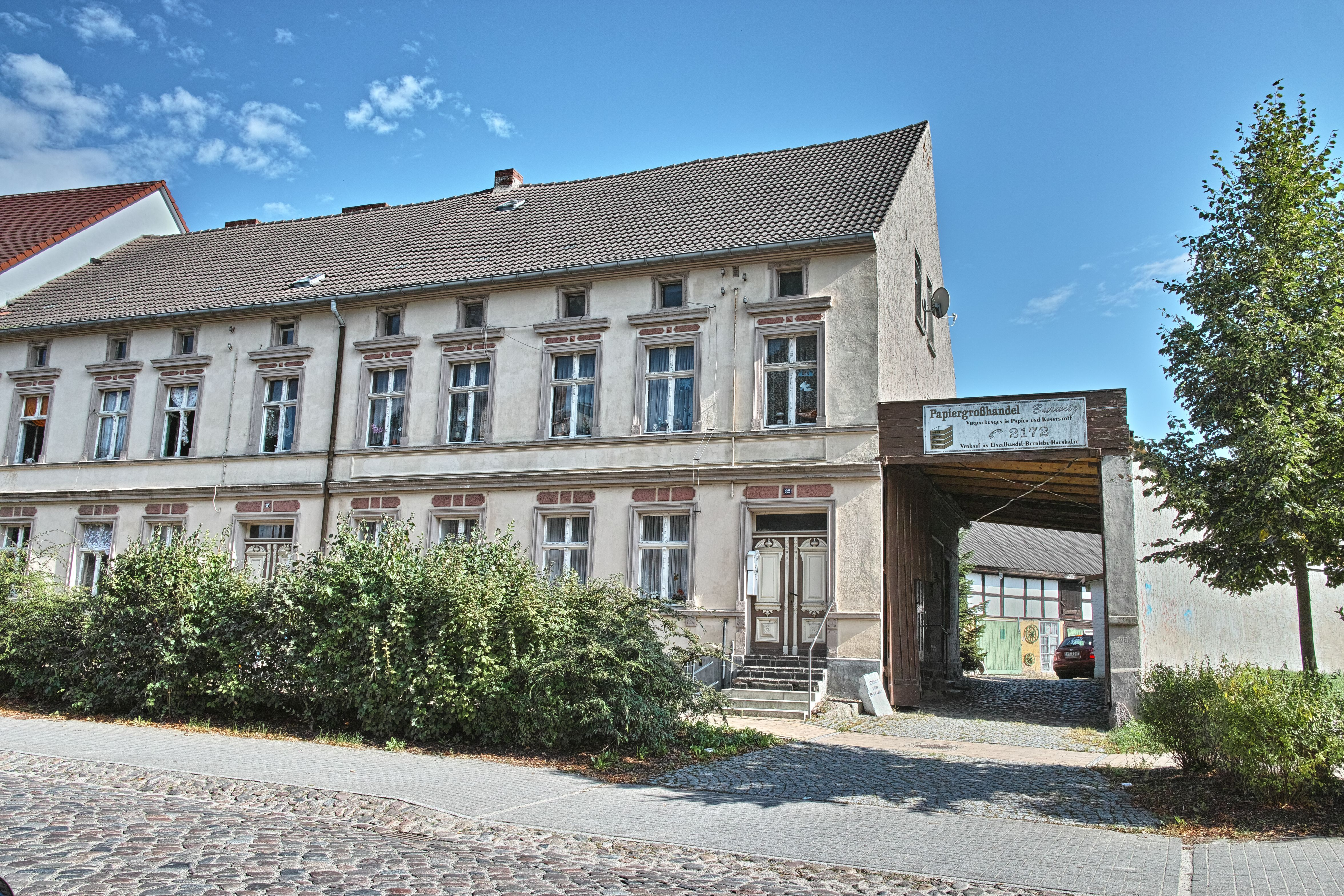
Nr. 8a und 8b

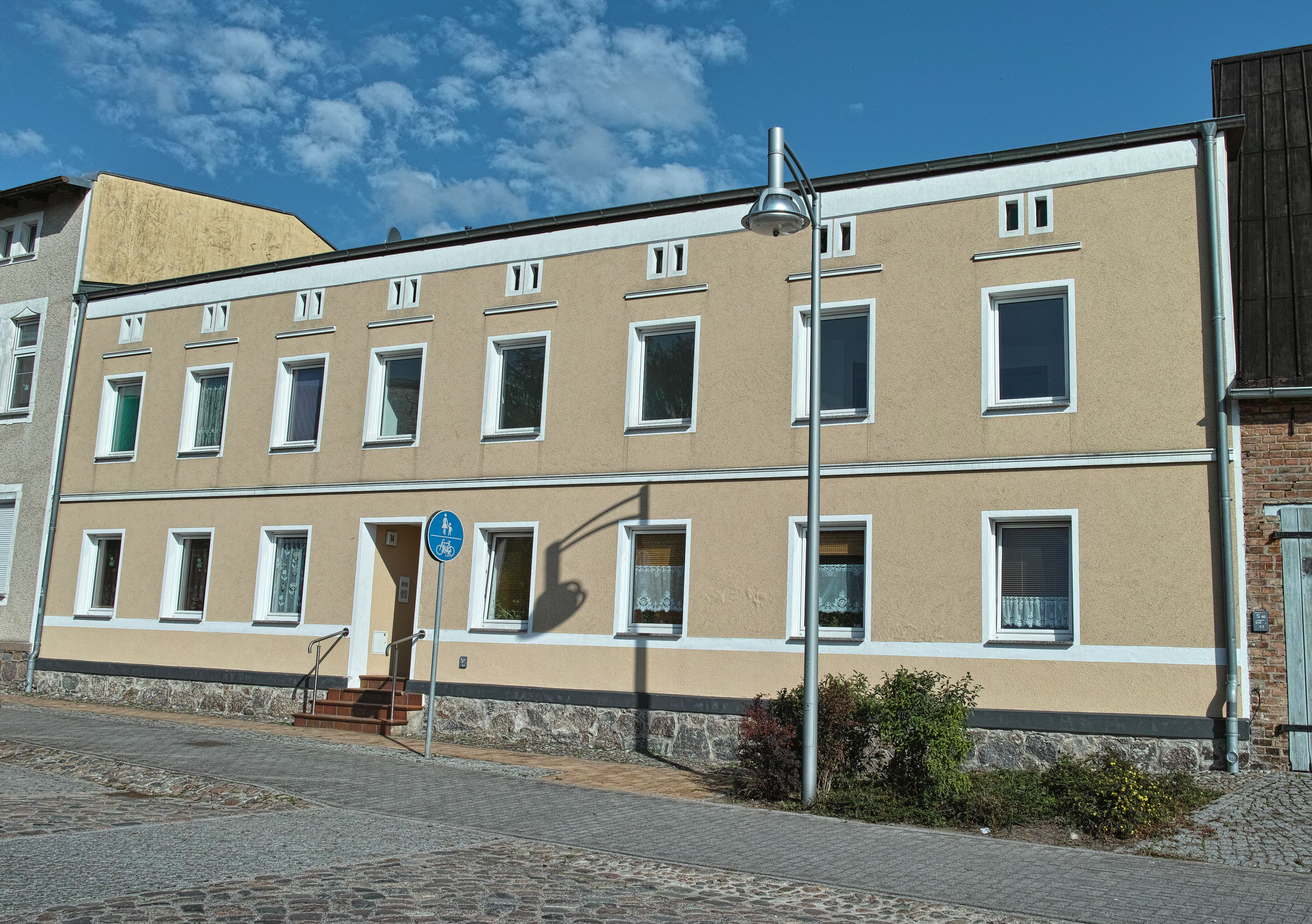
Nr. 14

Die Hanse- und Lilienthalstadt Anklam mit 12.331 Einwohnern (2019) wurde erstmals 1243 als oppidum (Siedlung) und 1264 als civitas (Stadt) erwähnt.
Die Breite Straße in der südöstlichen Altstadt stammt aus dem Mittelalter, den Anfängen der Stadt. Aufgrund ihrer für diese Zeit ungewöhnlichen Breite erhielt sie ihren Namen.
Im Zweiten Weltkrieg wurde  Anklam mehrfach bombardiert und über 70 % der Innenstadt wurden zerstört. In der Breiten Straße sind jedoch viele denkmalgeschützte Gebäude erhalten geblieben.

## Nebenstraßen
Die Anschluss- und Nebenstraßen wurden benannt als Kurzer Steig, Friedländer Straße, die nach Friedland führt, Diebsteig, wo verurteilte Diebe den Weg zum Galgen gehen mussten, Kreuzsteig nach der nicht erhaltenen Kapelle Zum Heiligen Kreuz (die bei der Stadtmauer stand), Hirtenstraße nach den hier wohnenden Hirten, Koloniestraße nach der Arbeiterhäuserkolonie des Bauunternehmers Karl Ludwig Wegner von um 1970, Kronwieckstraße (früher Rosmarinstraße) vielleicht nach niederdeutsch Kroh für Krähe sowie niederdeutsch Wieck für Dorf und Pasewalker Straße die nach Pasewalk führt.

## Gebäude (Auswahl)
In der Straße stehen überwiegend zweigeschossige Gebäude. Die mit D gekennzeichneten Gebäude stehen unter Denkmalschutz.
- Pflasterung und Baumbestand (D)
- Nr. 8a/b: 2-gesch. Wohn- und Geschäftshaus mit Stallspeicher und Scheune (D)
- Nr. 9: 2-gesch. Wohnhaus (D)
- Nr. 11: 2-gesch. Wohnhaus (D)
- Nr. 13: 2-gesch. Wohnhaus mit Scheune, Hofmauer und Toranlage (D), heute mit Praxis
- Nr. 14: 2-gesch. Wohnhaus mit Mezzaningeschoss (D); neue Fensterformen
- Nr. 16a: 3-gesch. historisierendes Wohnhaus mit Durchgangsportal und höherem Sockel (D)
- Nr. 16b: 2-gesch. historisierendes Wohnhaus mit Mezzaningeschoss und Schornstein im Hof (D)
- Nr. 22: 1-gesch. Wohnhaus im Hof (D), ein unsaniertes Ackerbürgerhaus
- Nr. 22: 2-gesch. Wohnhaus mit Staffelgeschoss (D), das Treppenhaus steht auch unter Denkmalschutz
- Nr. 26: 2-gesch. einfaches überformtes Wohnhaus (D)
- Nr. 27: 2-gesch. einfaches überformtes Wohnhaus (D)

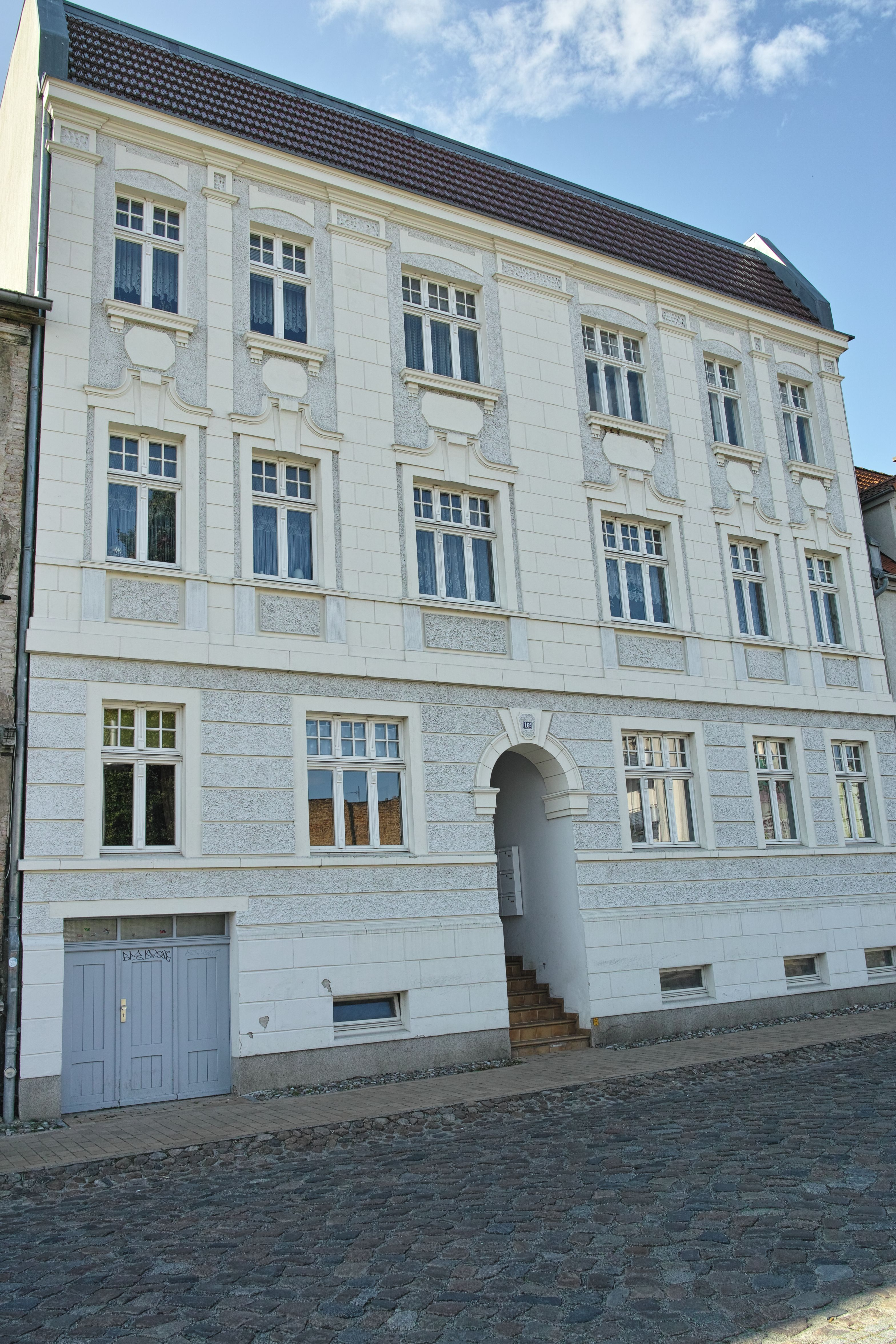
Nr. 16a
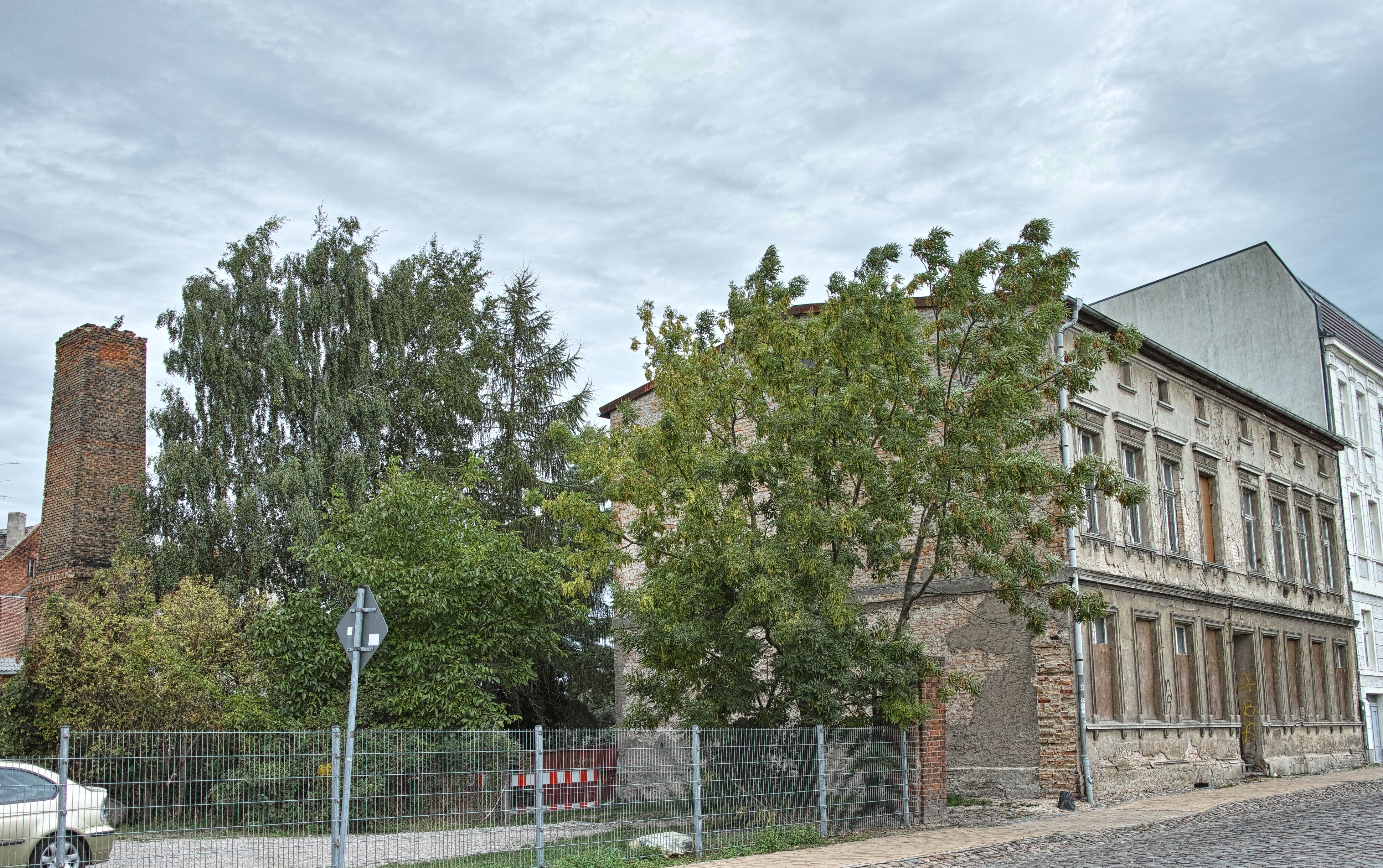
Nr. 16b
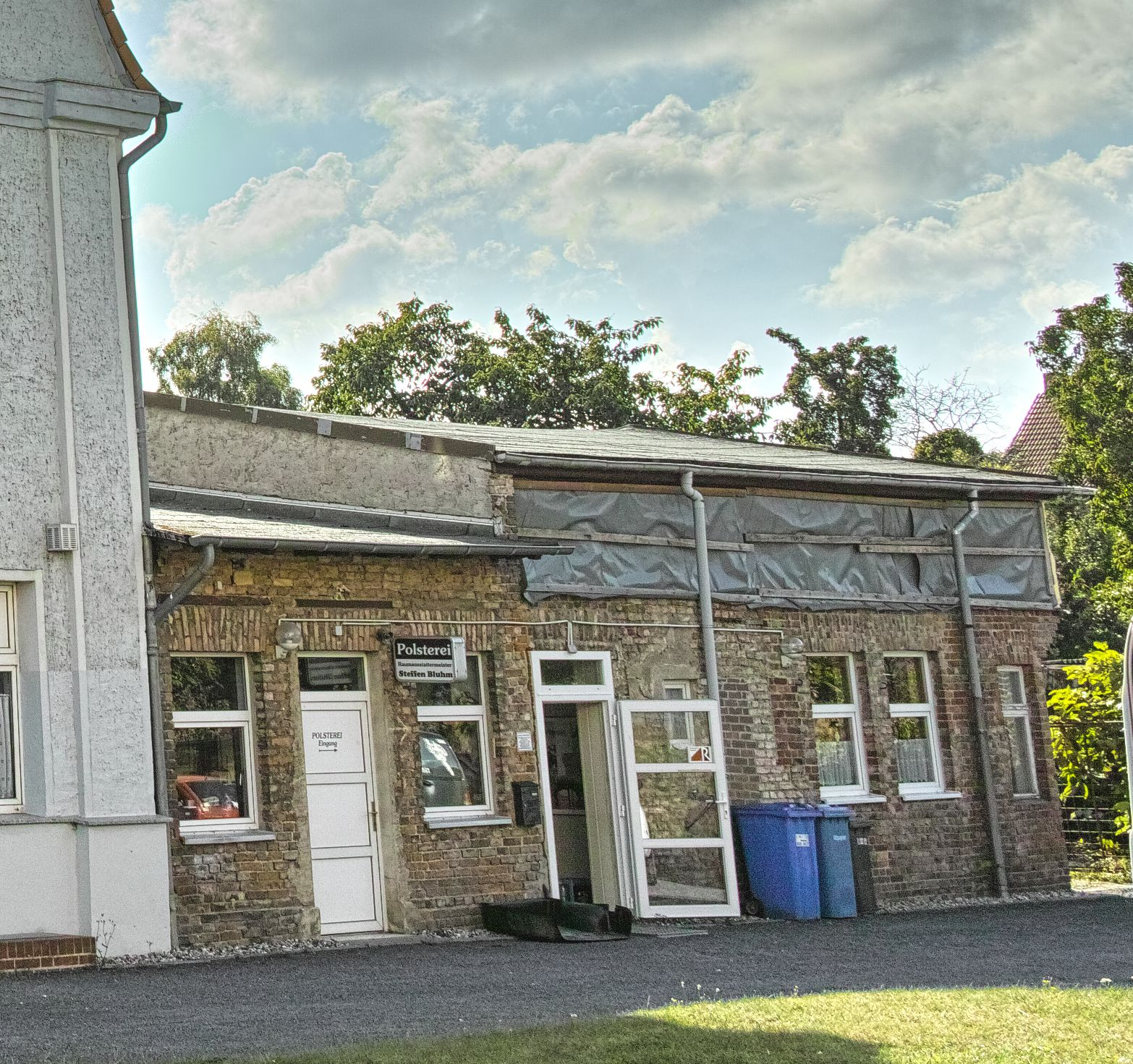
Nr. 22
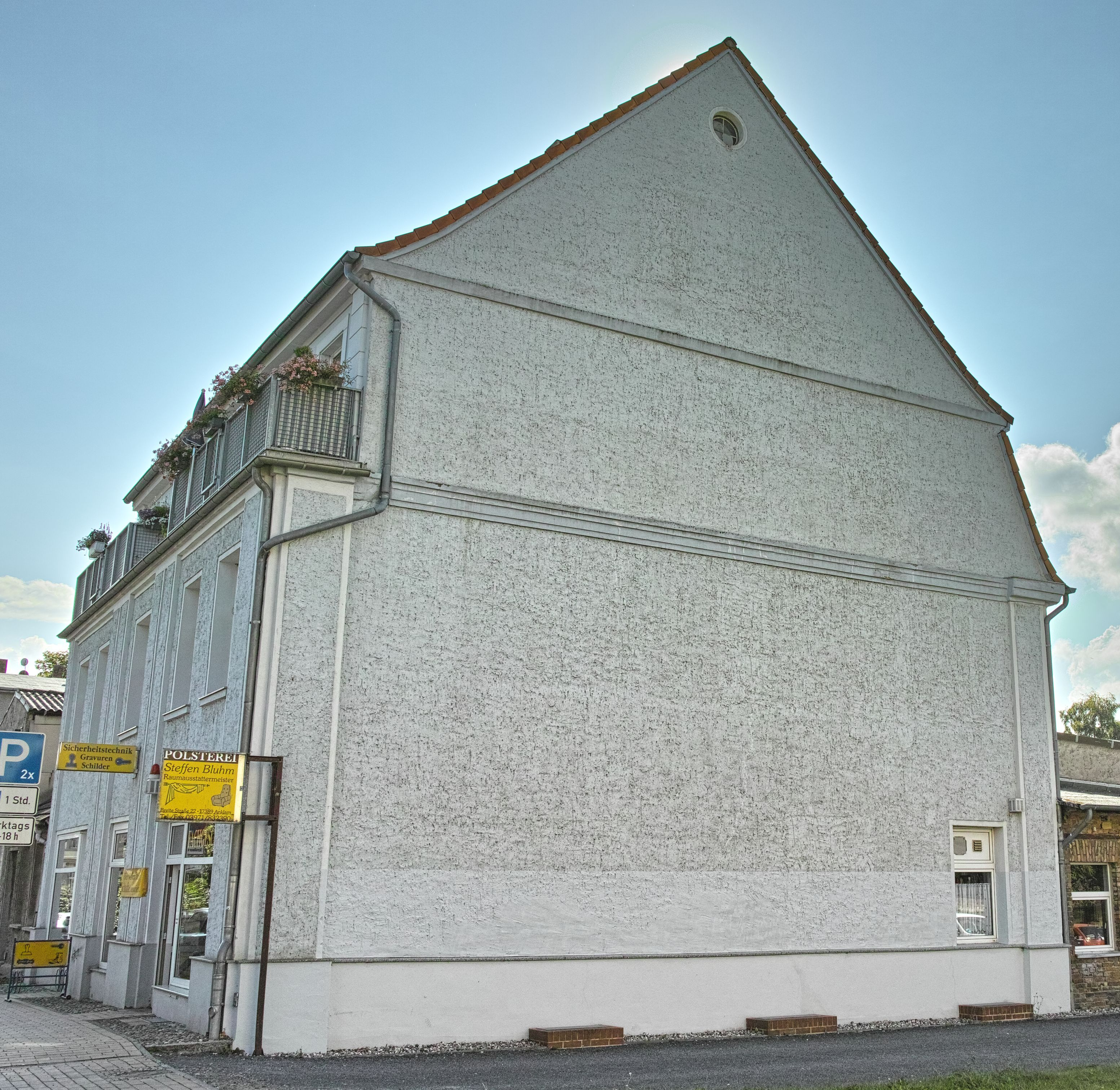
Nr. 22
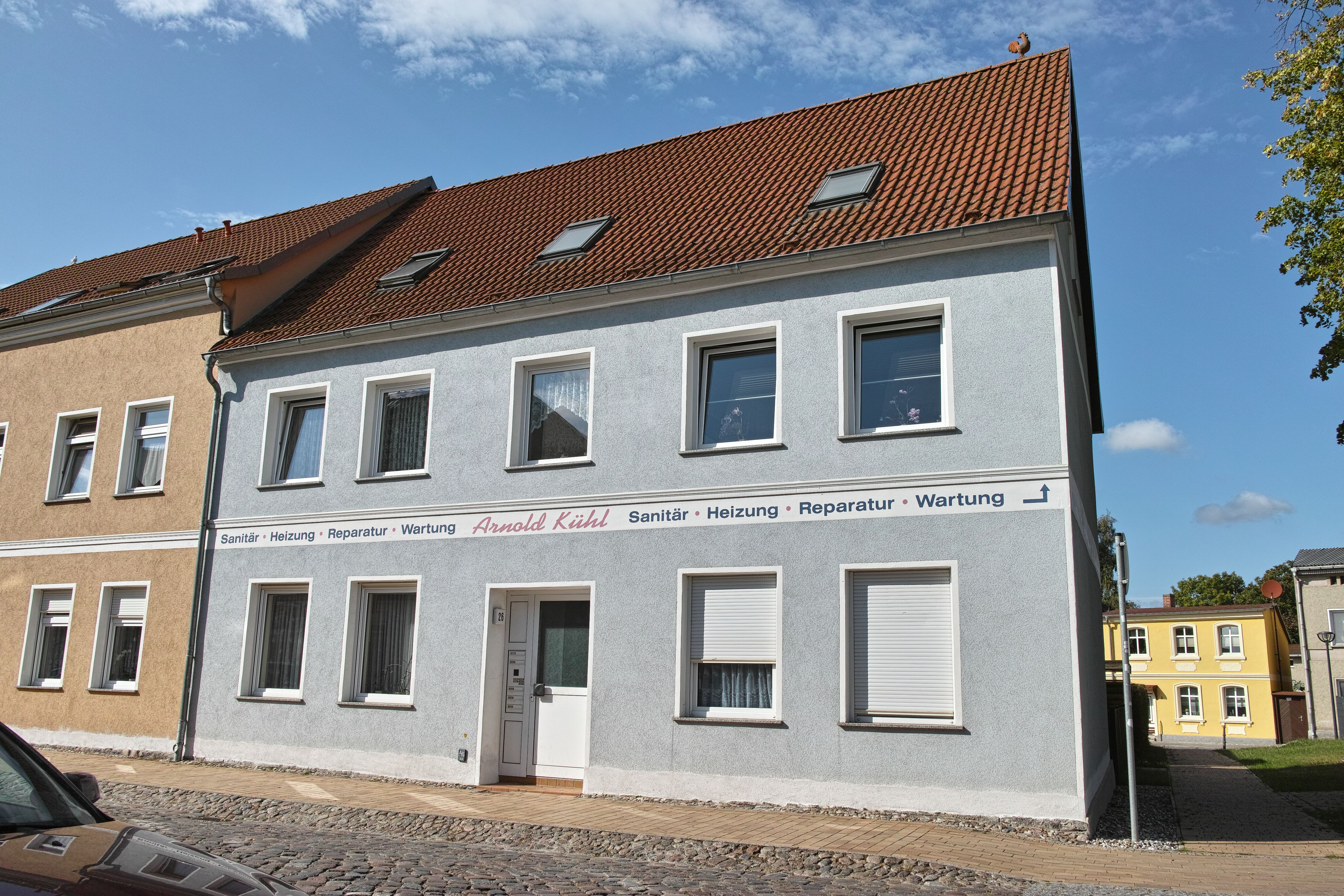
Nr. 26
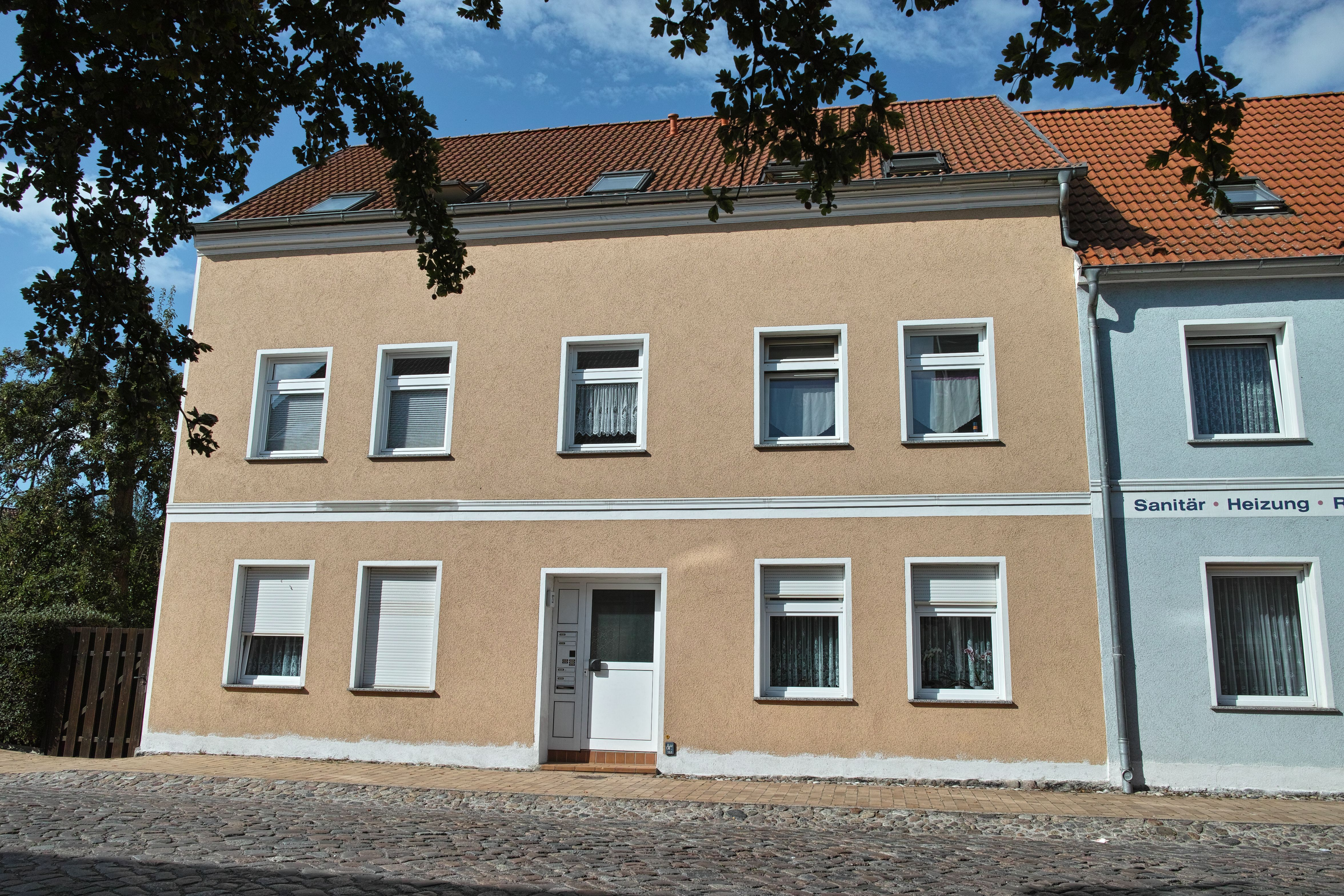
Nr. 27